# Incheon International Airport
Incheon International Airport er Sydkoreas største lufthavn og ligger ude på en stor ø, som er forbundet med en motorvejsbro fra Incheon. Lufthavnen har overtaget Gimpo Airports plads som international, og Gimpo er nu kun indenrigslufthavn.
| Luftfart | Spire Denne artikel om flyvning er en spire som bør udbygges. Du er velkommen til at hjælpe Wikipedia ved at udvide den. |

- Wikimedia Commons har flere filer relateret til Incheon International Airport

37°27′45″N 126°26′21″Ø / 37.4625°N 126.4392°Ø